# Химнастика (футбольный клуб, Торрелавега)
«Химнастика» (исп. Real Sociedad Gimnástica de Torrelavega) — испанский футбольный клуб из города Торрелавега, в провинции и автономном сообществе Кантабрия. Клуб основан в 1907 году, домашние матчи проводит на стадионе «Эль Малекон», вмещающем 6 007 зрителей. В Примере команда никогда не выступала, лучшим результатом является 5-е в Сегунде в сезоне 1949/50.

## Прежние названия
- 1907—1930 — «Химнастика Торрелавега»
- 1930—1943 — «Депортиво Торрелавега»
- 1943—н.в. — «Химнастика Торрелавега»

## Сезоны по дивизионам
- Сегунда — 9 сезонов
- Сегунда B — 20 сезонов
- Терсера — 49 сезонов
- Региональные лиги — 2 сезона

## Достижения
- Сегунда B
  - Победитель: 1999/2000
- Терсера
  - Победитель (9): 1933/34, 1960/61, 1963/64, 1964/65, 1989/90, 1995/96, 2005/06, 2007/08, 2008/09